# RS:X

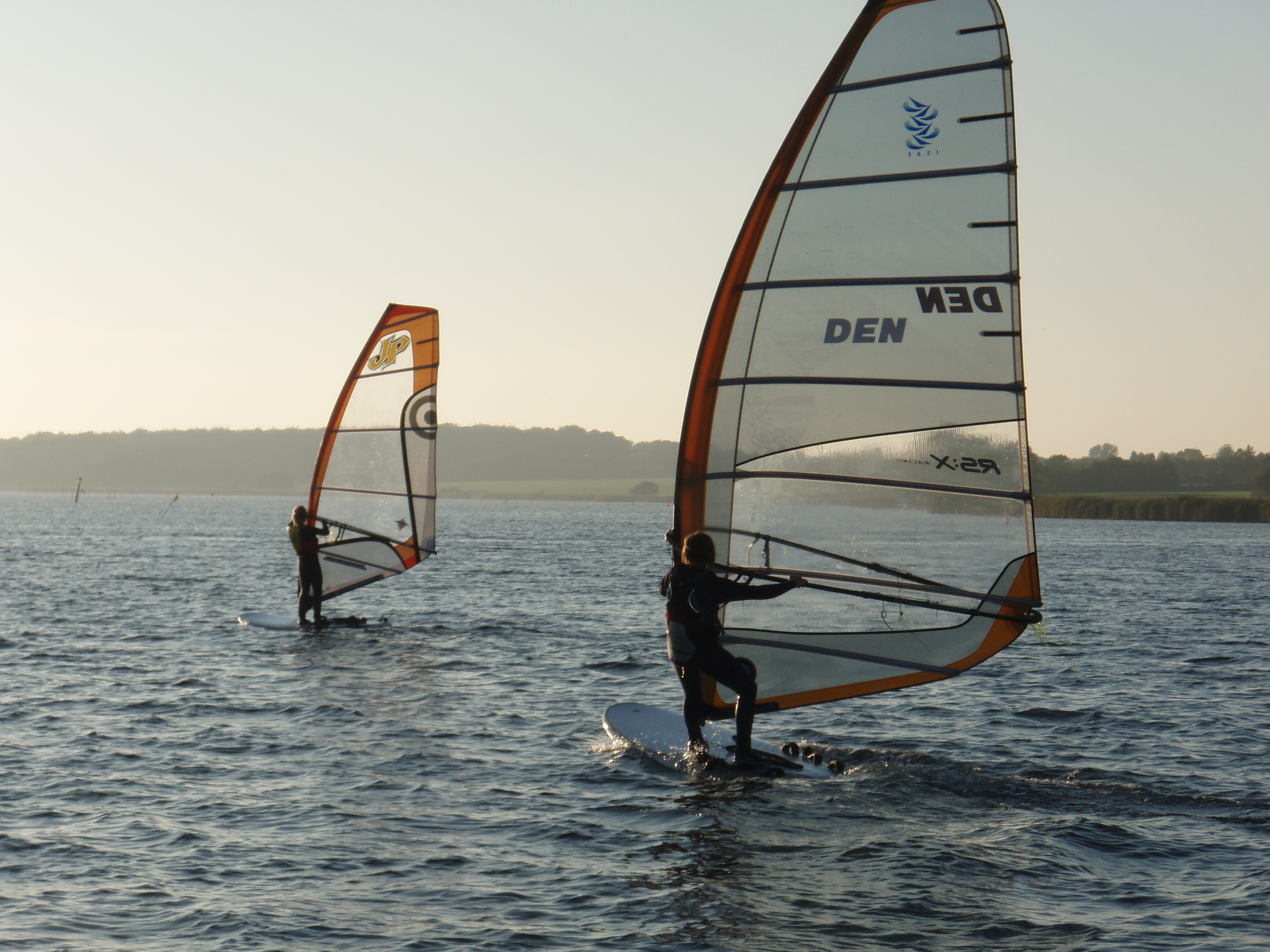

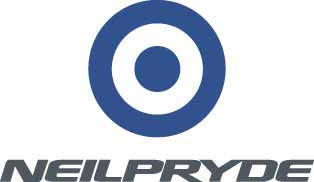

RS:X هو فئة لركوب الأمواج تم اختيارها من قبل ISAF  لتحل محل فئة تصميم ميسترال ون لدورة الألعاب الأولمبية الصيفية لعام 2008 . يشتمل النظام على أوجه تشابه مع Formula Windsurfing - بشكل أساسي من حيث أن المعدات المستخدمة مصممة للسماح لركوب الأمواج في ظروف الرياح المنخفضة والمتوسطة مع الأداء الجيد.
تشتمل معدات RS:X على لوح به لوح خنجر وشراع بحجم معين. اللوح مقاساته 286 سم طول و 93 سم في العرض. على عكس لوحات فورمالا، فهي ثقيلة جدًا يصل وزنها إلى 15.5 كجم، وهو ما يقرب من ضعف لوحات فورمالا المنافسة العادية، ولكنه يشبه إلى حد بعيد وزن لوحات السباق مثل اللوحة الأولمبية السابقة، فئة Mistral One Design . يبلغ وزن لوحة ميسترال 17 كجم جاهز للإبحار، بينما تزن لوحة RS: X أكثر من 19 كلغ.
أن RS:X هو حل وسط بين لوحات السباق التقليدية التي تعمل بشكل جيد في 5 إلى 35 عقدة (3 إلى 18 م/ث) ، ولوحات فورمالا التي تسير بسرعة في 12 إلى 30 عقدة (5 إلى 15 م/ث) ، وأثبتت قدرتها على المنافسة مع لوحات السباق السابقة في نطاق الرياح المتوسطة.
يعتمد شكل وتصميم شراع RS: X على شراع نيل برايد لركوب الأمواج V8.

## روابط خارجية
- الموقع الرسمي نيل برايد
- موقع RS: X الرسمي
- ISAF RS: X Microsite